# Birger Strid
Karl Birger Strid, född 31 januari 1907 i Mjölby församling, död 27 januari 1992 i Sollentuna, var en svensk företagsledare främst verksam inom företag knutna till Axel Wenner-Gren (1881–1961).

## Biografi
Strid tog studenten i Linköping 1926 och studerade vid Handelshögskolan i Stockholm, där han tog examen 1930. Han var anställd vid Ströms herrekipering i Stockholm 1930–1934, vid Svenska Shell 1935–1940 och vid annonsbyrån Ervaco 1941–1942. År 1942 kom han till Axel Wenner-Grens företag Svenska mjölkprodukter AB, senare känt som Semper. Där var han först försäljningschef och senare verkställande direktör fram till 1957. Detta år blev han verkställande direktör i Wenner-Grens holdingbolag Fulcrum och fortsatte i Semper som styrelselseordförande. Då Wenner-Gren avled 1961, blev Strid förvaltare av dödsboet.
Axel Wenner-Gren hade grundlagt sin stora förmögenhet genom företaget Electrolux och hade avsatt stora belopp i stiftelser för vetenskapliga ändamål. Under tiden efter andra världskriget gjorde Wenner-Gren flera misslyckade satsningar och fick en alltmer ansträngd ekonomi. Han tvingades därför 1956 att avveckla sina intressen i Electrolux. När han dog 1961, var hans förmögenhet starkt reducerad. Semper köptes av bondekooperationen 1962, men Strid kvarstod som styrelseordförande till 1971.
Verksamheten inom Wenner-Gren-sfären kom från tiden före grundarens död har beskrivits som huvudlösa spekulationer i värdelösa företag. Också stiftelsernas medel drogs in. Till slut hade 40 miljoner kronor försvunnit ur dessa. Fulcrum gick i konkurs 1973. Strid, som varit ekonomiskt ansvarig, dömdes 1975 till två års fängelse för bland annat trolöshet mot huvudman och bedrägeri.
Birger Strid var son till fabrikören Otto Strid och Hilma Dahlberg. Från 1935 var han gift med Laila Nilsson (1909–1997), dotter till källarmästare Ernst Nilsson och Thekla Persdotter. Han är gravsatt tillsammans med hustru och svärföräldrar på Sollentuna kyrkogård, Sollentuna.